# Charles 3. af Monaco
Charles 3. (eller Karl 3.) (8. december 1818 – 10. september 1889) var fyrste af Fyrstendømmet Monaco fra 1856 til 1889.
Charles var den niende fyrste af Monaco og den niende hertug af Valentinois. Han var grundlægger af kasinoet i Monte Carlo.